# Daniel Tinayre
Daniel Andrés Manoli Tinayre (Vertheuil, 14 september 1910 - Buenos Aires, 24 oktober 1994) was een in Frankrijk geboren filmregisseur, scenarioschrijver en filmproducent die in Argentinië werkte. 

## Levensloop
Tinayre is geboren in Vertheuil, Frankrijk, als zoon van André Tinayre en Margueritte Bernet, en verhuisde al op zeer jonge leeftijd naar Buenos Aires. Hij was getrouwd met de actrice en presentatrice Mirtha Legrand, die regelmatig acteerde onder zijn regie. Ze kregen twee kinderen: Daniel en Marcela. Het echtpaar ging tijdens het peronisme een tijd in ballingschap naar Spanje, omdat ze op een zwarte lijst van het bewind waren gekomen.
Tinayre stierf in 1994, aan een gastro-intestinale bloeding als gevolg van een complicatie van hepatitis B.

## Carrière
Tussen 1934 en 1974 regisseerde Tinayre 23 films, met als bekendste de thriller A sangre fría uit 1947 met Amelia Bence en Tito Alonso. Tot zijn meest gevierde producties behoren verder En la ardiente oscuridad (1958) met Duilio Marzio, Mirtha Legrand, Lautaro Murúa en Luisa Vehil, La Patota met Mirtha Legrand, Bajo un mismo rostro met Mirtha en Silvia Legrand, Jorge Mistral en Mecha Ortiz en ten slotte La Mary met Susana Giménez en Carlos Monzón.
In 1958 was hij een van de oprichters van de Argentijnse regisseursvereniging Directores Argentinos Cinematográficos.
De films van Daniel Tinayre worden gekenmerkt door hun vernieuwende en ruimdenkende aanpak om genres en talen te vermengen. Zijn visie op erotiek omvatte het thema van verlangen tussen vrouwen, waarmee hij het filmgenre van de gevangenis als decor voor lesbiennes inluidde, en op het gebied van verlangen tussen mannen vermeed hij stereotypen.
In het theater heeft hij samengewerkt met acteurs als Malvina Pastorino, Enrique Fava, Olinda Bozán, Diana Maggi, Duilio Marzio, Mecha Ortiz, Francisco Petrone, Homero Cárpena, Floren Delbene, Nora Massi, Nathán Pinzón, Rey Charol en Gloria Ugarte.